# فرانک چامیزو
فرانک چامیزو (به اسپانیایی: Frank Chamizo‎؛ زادهٔ ۱۰ ژوئیه ۱۹۹۲) کشتی‌گیر کوبایی‌تبار کشور ایتالیا است که در کشتی آزاد رقابت می‌کند. وی سابقه حضور در المپیک ۲۰۲۴ پاریس را دارد.
چامیزو قهرمان دو دورهٔ کشتی جهان در سال‌های ۲۰۱۵ و ۲۰۱۷ و دارندهٔ مدال برنز المپیک ۲۰۱۶ ریو است. او در مسابقات قارهٔ اروپا نیز چهار بار قهرمان کشتی اروپا شده و مدال نقرهٔ بازی‌های اروپایی ۲۰۱۵ را کسب کرده‌است.
چامیزو اصالتاً کوبایی است و در ابتدا در تیم ملی کشتی کوبا موفق به کسب مدال برنز قهرمانی جهان ۲۰۱۰ مسکو در وزن ۵۵ کیلوگرم شد. او سپس با قبول تابعیت کشور ایتالیا از سال ۲۰۱۴ برای این کشور در مسابقات کشتی معتبر در وزن‌های مختلف حاضر شد و مدال‌ها و افتخارات بسیاری کسب کرد.

## فعالیت ورزشی

### المپیک ۲۰۱۶ ریو
چامیزو در سال ۲۰۱۶ میلادی در المپیک ریو در وزن ۶۵ کیلوگرم کشتی آزاد حاضر بود که در دور اول دیوید صفریان از ارمنستان و در دور دوم زورابی ایاکوبیشویلی از گرجستان را شکست داد اما در دیدار نیمه نهایی از طغرل عسگراف کشتی‌گیر آذربایجانی شکست خورد و به دیدار رده‌بندی رفت. وی در دیدار رده‌بندی توانست فرانک مولینارو از آمریکا را شکست دهد و به مقام سوم دست یابد.

### قهرمانی جهان ۲۰۱۷
چامیزو در وزن ۷۰ کیلوگرم کشتی آزاد مسابقات قهرمانی کشتی جهان ۲۰۱۷ پاریس حاضر بود که اختیار نوروزف کشتی‌گیر ازبکی، الامان اولو کشتی‌گیر قرقیزی، آکژورک تاناتاروف کشتی‌گیر قزاقی و یاکوپ گور کشتی‌گیر ترکی را شکست داد و به فینال رسید. وی در فینال جیمز گرین کشتی‌گیر آمریکایی را شکست داد و مدال طلا وزن ۷۰ کیلوگرم را به دست آورد.

### قهرمانی جهان ۲۰۱۹
چامیزو در وزن ۷۴ کیلوگرم کشتی آزاد مسابقات قهرمانی کشتی جهان ۲۰۱۹ نورسلطان حاضر بود که مارک دیتچه از سوئیس، لی سیونگ-چول از کره جنوبی، دانیار کایسانوف از قزاقستان و زلیمخان حاجیف از فرانسه را شکست داد و به فینال رسید. وی در دیدار نهایی به زائوربک سیداکوف از روسیه باخت و به مدال نقره وزن ۷۴ کیلوگرم رسید.

### المپیک ۲۰۲۰ توکیو
چامیزو در وزن ۷۴ کیلوگرم کشتی آزاد المپیک ۲۰۲۰ توکیو حاضر بود که با شکست آوتاندیل کنتچادزه از گرجستان و توران بایراموف از آذربایجان به مرحله نیمه نهایی رسید اما در این مرحله مقابل ماگومدحبیب کادیماگمدوف از بلاروس شکست خورد و به دیدار رده‌بندی رفت. او در این مرحله نیز مقابل کایل داک از آمریکا بازی را واگذار کرد و پنجم شد.

### قهرمانی کشتی جهان ۲۰۲۲
چامیزو در وزن ۷۴ کیلوگرم کشتی آزاد قهرمانی کشتی جهان ۲۰۲۲ بلگراد شرکت کرد، او در مسابقه‌های اول تا سوم گیورگی سولاوا از گرجستان، لی سئونگ-بونگ از کره جنوبی و ختاگ تسابولوف از صربستان را شکست داد اما در نیمه نهایی به تیموراز سالکازانوف از اسلواکی باخت و به دیدار رده‌بندی رفت. وی در دیدار رده‌بندی سونر دمیرتاش از ترکیه را شکست داد و مدال برنز را به دست آورد.

## جوایز و افتخارات
۲۰۱۹
- قهرمانی جهان - ۷۴ ک‌گ
- رقابت‌های دان کولوف - نیکولا پتروف - ۷۴ ک‌گ

۲۰۱۸
- جام یاشار دوغو - ۷۴ ک‌گ
- بازی‌های مدیترانه‌ای - ۷۴ ک‌گ
- قهرمانی اروپا - ۷۴ ک‌گ
- رقابت‌های دان کولوف - نیکولا پتروف - ۷۴ ک‌گ
- رقابت‌های بین‌المللی اوکراین - ۷۴ ک‌گ

۲۰۱۷
- قهرمانی جهان - ۷۰ ک‌گ
- یادوارهٔ یون کورنئانو و لادیسلاو سیمون - ۷۰ ک‌گ
- رقابت‌های علی علیف - ۷۰ ک‌گ
- قهرمانی اروپا - ۷۰ ک‌گ

۲۰۱۶
- بازی‌های المپیک - ۶۵ ک‌گ
- قهرمانی اروپا - ۶۵ ک‌گ
- جایزه بزرگ الکساندر مدوید - ۶۵ ک‌گ

۲۰۱۵
- قهرمانی جهان - ۶۵ ک‌گ
- یادوارهٔ وینچسلاس زیلکوفسکی - ۶۵ ک‌گ
- جایزه بزرگ اسپانیا - ۷۰ ک‌گ
- بازی‌های اروپایی - ۶۵ ک‌گ

۲۰۱۴
- رقابت‌های بین‌المللی دی.ای. کونایف - ۶۵ ک‌گ
- جایزه بزرگ اسپانیا - ۶۵ ک‌گ
- رقابت‌های علی علیف - ۶۵ ک‌گ
- جام یاشار دوغو - ۶۵ ک‌گ

۲۰۱۳
- رقابت هنری دگلان - ۶۶ ک‌گ
- جایزه بزرگ اسپانیا - ۶۶ ک‌گ

۲۰۱۱
- جام جهانی - ۵۵ ک‌گ

۲۰۱۰
- قهرمانی جهان - ۵۵ ک‌گ
- قهرمانی پان آمریکن - ۵۵ ک‌گ